# Мирошкин, Сергей Николаевич
Сергей Николаевич Мирошкин (бел. Сяргей Мікалаевіч Мірошкін, род. 24 июня 1968, Минск) — белорусский футболист, центральный защитник.
Воспитанник СДЮШОР «Динамо» (Минск). Первый тренер — Анатолий Иванович Боговик. Играл чемпионате БССР среди трудовых коллективов за солигорский «Шахтер» и за минский «Спутник». В «Спутнике» его пути пересеклись с Юрием Пунтусом.
В 1991 году перешёл в луганскую «Зарю». Вместе с командой стал вторым в зоне «Запад» второй лиги последнего чемпионата СССР. После распада Союза Сергей продолжил карьеру в «Заре», которая выступала уже в высшей лиге чемпионата Украины. В 1993 году он вернулся домой — в составе «Немана» стал обладателем Кубка Белоруссии. С 1996 по 2000 годы выступал за БАТЭ. В 1998 году был капитаном команды.
Завершил карьеру игрока в 2002 году в Солигорске.